# Henryk Strzelecki (poseł)
Henryk Strzelecki (ur. 3 lutego 1921 w Wojnowicach, zm. 10 czerwca 2014 w Warszawie) – polski spółdzielca, żołnierz Batalionów Chłopskich, poseł na Sejm I kadencji, w latach 2007–2014 prezes zarządu głównego Związku Kombatantów RP i Byłych Więźniów Politycznych.

## Życiorys
Syn Józefa i Karoliny. W okresie II wojny światowej od 1941 uczestniczył w działalności BCh (m.in. pod pseudonimem Orlicz). Do 1942 pełnił funkcję szefa łączności tej organizacji w Ćmielowie, później kolejno komendanta gminnego BCh i (od 1944) powiatowego Ludowej Straży Bezpieczeństwa. W 1943 stanął jednocześnie na czele oddziału Batalionów Chłopskich, operującym na terenie powiatu opatowskiego. Uczestniczył m.in. w likwidacji posterunku policji w Ożarowie. Pod koniec okupacji służył w stopniu majora, później awansowany do stopnia pułkownika.
Od 1941 przez wiele lat był zatrudniony w spółdzielczości, zaczynając jako sprzedawca w sklepie spółdzielczym, a od 1945 jako pełnomocnik Powiatowej Spółdzielni Rolniczo-Handlowej w Ostrowcu Świętokrzyskim. W 1950 ukończył studia na Wydziale Rolniczym Wyższej Szkoły Gospodarstwa Wiejskiego w Łodzi. W trakcie pracy zawodowej doszedł do stanowiska prezesa zarządu Spółdzielczej Wytwórni Filmowej w Warszawie.
Działał w Zjednoczonym Stronnictwie Ludowym. W latach 1991–1993 sprawował mandat posła na Sejm I kadencji z ramienia Polskiego Stronnictwa Ludowego wybranym z listy ogólnopolskiej kandydatów, kandydując w okręgu warszawskim. W 1993 bez powodzenia ubiegał się o reelekcję, pozostał członkiem PSL. W 2011 został wiceprzewodniczącym honorowego komitetu ds. obchodów jubileuszu 80 lat „Zielonego Sztandaru”.
Przez trzy kadencje pełnił funkcję wiceprezesa zarządu głównego Związku Kombatantów RP i Byłych Więźniów Politycznych oraz wiceprzewodniczącego Rady Kombatanckiej przy Urzędzie ds. KiOR. Został również przewodniczącym Krajowej Rady Żołnierzy Batalionów Chłopskich, a w 2007 także prezesem zarządu głównego Związku Kombatantów RP i Byłych Więźniów Politycznych. Powyższe funkcje pełnił do śmierci. Zmarł 10 czerwca 2014 w Warszawie. Został pochowany tydzień później na Powązkach Wojskowych w Warszawie w kwaterze Batalionów Chłopskich.
Opublikował książkę pt. Partyzanci „Lotnej” (Ludowa Spółdzielnia Wydawnicza, Warszawa 1977, s. 227).

## Odznaczenia
- Krzyż Srebrny Orderu Wojennego Virtuti Militari
- Krzyż Komandorski Orderu Odrodzenia Polski[6]
- Krzyż Oficerski Orderu Odrodzenia Polski
- Krzyż Kawalerski Orderu Odrodzenia Polski
- Krzyż Walecznych
- Krzyż Partyzancki
- Krzyż Zasługi z Mieczami
- Medal „Pro Patria”[7]
- Odznaka honorowa „Za Zasługi dla Związku Kombatantów RP i Byłych Więźniów Politycznych”
- Złoty Medal im. gen. Józefa Sowińskiego
- Medal Polonia Mater Nostra Est[8]